# Йогасана Виджняна
«Йогасана Виджняна» (англ. Yogasana Vijnana) — вторая книга Свами Дхирендра Брахмачари, посвящена практике сурья намаскар и асан. Это издание не охватывает духовные аспекты йоги. В «Йогасана Виджняна» можно найти детальное описание значений, целей и достоинства асан, а также правильные способы исполнения их. Цель описанных асан в достижении координации нервно-мускульных движений, в которых за сокращением мышц всегда следует их расслабление. В основе каждого физического движения лежит работа ума, а безграничные силы разума используются для овладения совершенной физической культурой тела. «Йогасана Виджняна» была издана на хинди, русском и английском. Книга относится к золотому фонду авторитетных трудов по Хатха Йоге, созданных в XX веке.